# کازتالوفکا
کازتالوفکا (قزاقی: Казталовка، كازتالوۆكا) (به روسی: Казталовка) یک منطقه مسکونی در قزاقستان است که در استان قزاقستان غربی واقع شده‌است. کازتال ۵۰۵۵ نفر جمعیت دارد.